# Aetiopedes gracilis
Aetiopedes gracilis is een vlokreeftensoort uit de familie van de Aetiopedesidae. De wetenschappelijke naam van de soort is voor het eerst geldig gepubliceerd in 1988 door Moore & Myers.